# 大阪北郵便局

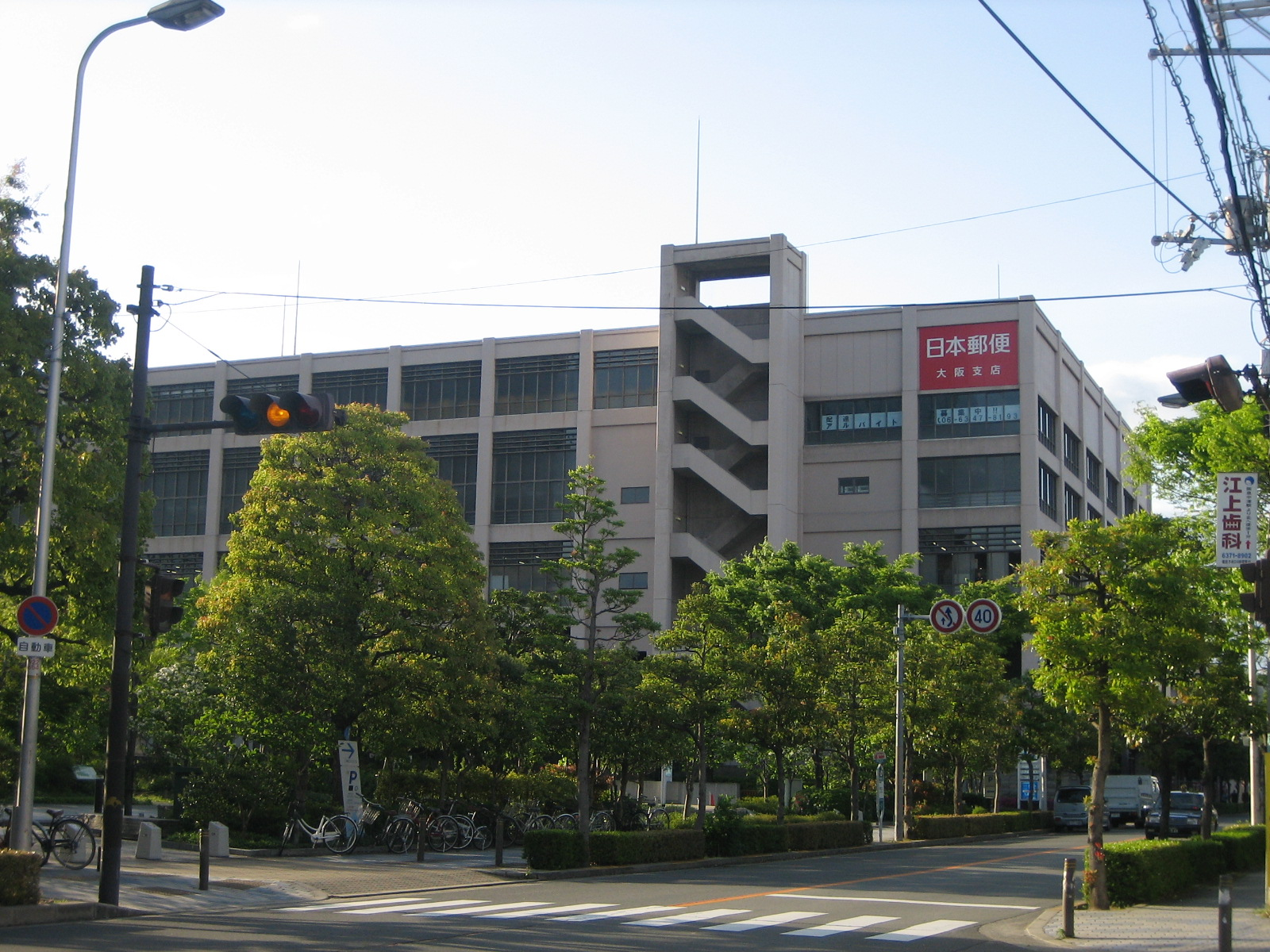
建物外観

大阪北郵便局（おおさかきたゆうびんきょく）は、大阪府大阪市北区にある郵便局である。
2019年（平成31年）1月1日のお年玉付き年賀はがき配達物数では全国2位を記録している。

## 概要
住所：〒530-8799 大阪府大阪市北区大淀中1-1-52
2008年（平成20年）5月7日、大阪市北区梅田の大阪中央郵便局の局舎から、1994年（平成6年）8月1日に廃止された旧大阪小包集中局の局舎へ移転した。
拠点種別が地域区分局でない郵便局であるものの、小包区分機が導入されており大阪市内の区分業務も行われている。

### かつて存在した分室
- 大阪駅前分室 - 大阪中央郵便局（第一次仮店舗および暫定店舗）に併設。
大阪駅前分室では、不在留置郵便物等の受け取りはできない（すべて北区大淀中の局舎で取り扱う。事前に当局に連絡すれば、大阪中央郵便局での受け取りは可能）。
大阪中央局第二次仮店舗設置前日の2016年7月18日を以て廃室。翌日から再度仮店舗営業が開始となる、大阪中央郵便局でも事前連絡があれば、不在留置郵便物の受け取りは可能だが、本人限定郵便物の特伝型など、ゆうゆう窓口でなければ受取不可の郵便物等は、以後は不可となる。

### 併設施設
- 日本郵政株式会社近畿郵政健康管理センター大阪中央分室

## 沿革
民営化前の沿革は、大阪中央郵便局の項目を参照。
- 2007年（平成19年）10月1日 - 民営化に伴い、郵便事業株式会社の大阪支店として大阪中央郵便局内に設置。大阪中央郵便局から集配業務などを移管。
- 2008年（平成20年）5月7日 - 大阪中央郵便局の建替のため、梅田スカイビル北隣の旧大阪小包集中局局舎へ移転。大阪中央郵便局内に大阪駅前分室を設置。
- 2008年（平成20年）9月22日 - 大阪福島支店と統合。
- 2009年（平成21年）5月7日 - 大阪駅前分室を、大阪中央郵便局の移転先である大阪駅前第1ビル1Fに移転。
- 2012年（平成24年）10月1日 - 日本郵便株式会社の発足に伴い、大阪北郵便局となる。
- 2013年（平成25年）5月7日 - 大阪駅前分室を大阪中央郵便局の暫定店舗の位置へ移転。
- 2016年（平成28年）7月18日 - 大阪駅前分室を廃室。
- 2024年（令和6年）8月6日 - 特殊切手発行時の『郵趣のための押印サービス』にて使用される大阪中央郵便局名義の特印を押印する特設会場が当局に移転[1]。

## 取扱内容
- 「530-00xx」「530-60xx」「530-61xx」「530-70xx」「531-00xx」「531-60xx」「531-61xx」区域（大阪市北区全域[2]）、「553-00xx」区域（同市福島区全域）の集配業務
- ゆうゆう窓口 - 郵便、印紙、ゆうパック、内容証明
- 近畿2府4県内から大阪市内全域の集配局ごとにゆうパックを区分する業務（ただし一部時間帯のみ）

## 風景印
- 図案は通天閣・大阪城・水晶橋。局名表記は「大阪北」
- 使用開始日は2007年（平成19年）10月1日
- 形はバラ型の変形印である。

## アクセス
- JR大阪駅（本線・大阪環状線ホーム）より徒歩11分、おおさか東線ホームより徒歩7分。
- 阪急電鉄（神戸線・宝塚線）中津駅より徒歩6分

## 周辺
- 新梅田シティ（梅田スカイビル、ウェスティンホテル大阪）
- JR梅田貨物駅跡地
- 大阪中央郵便局大淀分館